# Царь Кандавл (новелла)
Царь Кандавл (фр. Le Roi Candaule) — новелла Теофиля Готье, опубликованная пятью фельетонами в газете La Presse 1—5 октября 1844.

## Предшественники
Рассказ о лидийском царе Кандавле из первой книги Истории Геродота уже несколько раз использовался французскими авторами: в поэме Лафонтена «Царь Кандавл и законный властелин» (1674), диалоге Фонтенеля «Кандавл — Гигес» (1683) и басне Франсуа Фенелона «Кольцо Гигеса» (1690), а также служил сюжетом для картин европейских художников. Друг Готье Ж.-Ф. Буассар де Буаденье в 1841 написал полотно «Царь Кандавл и Гигес», что могло вдохновить писателя.

## Сюжет
В изложении легенды Готье точно следует Геродоту, добавив в повествование античного и восточного колорита. Имя царицы — Ниссия — позаимствовано у Птолемея Гефестиона; сама она в новелле является дочерью бактрийского сатрапа, а Гигес из телохранителя превратился в командующего гвардией.
Развивая сюжет Геродота, Готье объясняет гибельный поступок Кандавла не пустым тщеславием, но, изобразив царя эстетом, любителем изящных искусств, не желавшим скрывать от людей необыкновенную красоту, что находит некоторую опору в источниках; так Плиний Старший сообщает, что картину Буларха «Битва магнетов» Кандавл купил на вес золота.
Желание царицы отомстить за оскорбление объясняется как и у Геродота, который пишет, «что у лидийцев, как и у всех прочих варваров считается великим позором, даже если и мужчину увидят нагим», а для усиления художественного эффекта Готье пишет, что Ниссия ни перед кем, кроме супруга не открывала своего лица, что, вероятно, соответствовало обычаям её родины, но было чрезмерно строгим для Малой Азии.

## Влияние
Новелла имела успех у публики, и в следующем году была издана в сборнике «Новеллы», впоследствии неоднократно переиздававшемся.
Гюго в письме Теофилю Готье с восторгом отозвался о «Царе Кандавле»:

Вы доказали, с вашей чудесной силой, что то, что называют романтической поэзией, соединяет все гении разом, гений греческий как и другие. В каждом мгновении в вашей поэме ослепляющие лучи солнца. Это прекрасно, это красиво, и это великолепно.— Spoelberch de Lovenjoul Ch. de, p. 276
Бодлер в этюде о творчестве Теофиля Готье также дает новелле высокую оценку, отмечая при этом, что было «трудно выбрать более изъезженную тему, более предсказуемую драму». В 1848 Жан-Жак Прадье, вдохновляясь новеллой, создал скульптуру «Царица Ниссия», позднее Эдгар Дега намеревался написать картину «Супруга Кандавла», но сделал лишь эскиз. В 1859 Жан-Леон Жером создал картину «Царь Кандавл», а в 1865 без особого успеха была поставлена опера «Царь Кандавл» на музыку Эжена Диаса и либретто Мишеля Карре.
В 1868 в Петербурге Мариус Петипа поставил на сцене Большого Каменного театра балет «Царь Кандавл» на музыку Цезаря Пуни; либретто было написано Ж.-А. де Сен-Жоржем на основе новеллы Готье.
На русском языке впервые издана в 2012 году.